# Cerconota
Cerconota é um gênero de traça pertencente à família Agonoxenidae.